# Australian Open 2019
Die 107. Australian Open fanden vom 14. bis 27. Januar in Melbourne, Australien, statt.
Titelverteidiger beim ersten Tennis-Grand-Slam-Turnier des Jahres 2019 waren im Einzel Roger Federer bei den Herren sowie Caroline Wozniacki bei den Damen, Oliver Marach und Mate Pavić im Herrendoppel, Tímea Babos und Kristina Mladenovic im Damendoppel sowie Gabriela Dabrowski und Mate Pavić im Mixed.
Begleitet wurde das Turnier von einer ungewöhnlichen Hitzewelle, weshalb die Spieler Erleichterungen, wie etwa zusätzliche Pausenzeiten, zugesprochen bekamen.

## Preisgeld
Das Preisgeld betrug 62.500.000 Australische Dollar, was einen Anstieg zum Vorjahr von 14 % bedeutete.
| Erreichte Runde | Einzel       | Doppel*    | Mixed*     |
| --------------- | ------------ | ---------- | ---------- |
| Sieg            | 4.100.000 A$ | 750.000 A$ | 185.000 A$ |
| Finale          | 2.050.000 A$ | 375.000 A$ | 95.000 A$  |
| Halbfinale      | 920.000 A$   | 190.000 A$ | 47.500 A$  |
| Viertelfinale   | 460.000 A$   | 100.000 A$ | 23.000 A$  |
| Achtelfinale    | 260.000 A$   | 55.000 A$  | 11.500 A$  |
| Dritte Runde    | 155.000 A$   | 32.500 A$  | 5.950 A$   |
| Zweite Runde    | 105.000 A$   | 21.000 A$  |            |
| Erste Runde     | 75.000 A$    |            |            |
| Q3              | 40.000 A$    |            |            |
| Q2              | 25.000 A$    |            |            |
| Q1              | 15.000 A$    |            |            |

* pro Team; Q = Qualifikationsrunde

## Absagen
Folgende Topspieler nahmen aus unterschiedlichen Gründen nicht an dem Turnier teil:
- Richard Gasquet, Schambeinentzündung[3]
- Juan Martín del Potro, Knieverletzung[4]

## Herreneinzel
Setzliste
| Nr. | Spieler            | Erreichte Runde |
| --- | ------------------ | --------------- |
| 01. | Novak Đoković      | Sieg            |
| 02. | Rafael Nadal       | Finale          |
| 03. | Roger Federer      | Achtelfinale    |
| 04. | Alexander Zverev   | Achtelfinale    |
| 05. | Kevin Anderson     | 2. Runde        |
| 06. | Marin Čilić        | Achtelfinale    |
| 07. | Dominic Thiem      | 2. Runde        |
| 08. | Kei Nishikori      | Viertelfinale   |
| 09. | John Isner         | 1. Runde        |
| 10. | Karen Chatschanow  | 3. Runde        |
| 11. | Borna Ćorić        | Achtelfinale    |
| 12. | Fabio Fognini      | 3. Runde        |
| 13. | Kyle Edmund        | 1. Runde        |
| 14. | Stefanos Tsitsipas | Halbfinale      |
| 15. | Daniil Medwedew    | Achtelfinale    |
| 16. | Milos Raonic       | Viertelfinale   |

| Nr. | Spieler                | Erreichte Runde |
| --- | ---------------------- | --------------- |
| 17. | Marco Cecchinato       | 1. Runde        |
| 18. | Diego Schwartzman      | 3. Runde        |
| 19. | Nikolos Bassilaschwili | 3. Runde        |
| 20. | Grigor Dimitrow        | Achtelfinale    |
| 21. | David Goffin           | 3. Runde        |
| 22. | Roberto Bautista Agut  | Viertelfinale   |
| 23. | Pablo Carreño Busta    | Achtelfinale    |
| 24. | Chung Hyeon            | 2. Runde        |
| 25. | Denis Shapovalov       | 3. Runde        |
| 26. | Fernando Verdasco      | 3. Runde        |
| 27. | Alex de Minaur         | 3. Runde        |
| 28. | Lucas Pouille          | Halbfinale      |
| 29. | Gilles Simon           | 2. Runde        |
| 30. | Gaël Monfils           | 2. Runde        |
| 31. | Steve Johnson          | 1. Runde        |
| 32. | Philipp Kohlschreiber  | 2. Runde        |

## Dameneinzel
Setzliste
| Nr. | Spielerin            | Erreichte Runde |
| --- | -------------------- | --------------- |
| 01. | Simona Halep         | Achtelfinale    |
| 02. | Angelique Kerber     | Achtelfinale    |
| 03. | Caroline Wozniacki   | 3. Runde        |
| 04. | Naomi Ōsaka          | Sieg            |
| 05. | Sloane Stephens      | Achtelfinale    |
| 06. | Elina Switolina      | Viertelfinale   |
| 07. | Karolína Plíšková    | Halbfinale      |
| 08. | Petra Kvitová        | Finale          |
| 09. | Kiki Bertens         | 2. Runde        |
| 10. | Darja Kassatkina     | 1. Runde        |
| 11. | Aryna Sabalenka      | 3. Runde        |
| 12. | Elise Mertens        | 3. Runde        |
| 13. | Anastasija Sevastova | Achtelfinale    |
| 14. | Julia Görges         | 1. Runde        |
| 15. | Ashleigh Barty       | Viertelfinale   |
| 16. | Serena Williams      | Viertelfinale   |

| Nr. | Spielerin            | Erreichte Runde |
| --- | -------------------- | --------------- |
| 17. | Madison Keys         | Achtelfinale    |
| 18. | Garbiñe Muguruza     | Achtelfinale    |
| 19. | Caroline Garcia      | 3. Runde        |
| 20. | Anett Kontaveit      | 2. Runde        |
| 21. | Wang Qiang           | 3. Runde        |
| 22. | Jeļena Ostapenko     | 1. Runde        |
| 23. | Carla Suárez Navarro | 2. Runde        |
| 24. | Lessja Zurenko       | 2. Runde        |
| 25. | Mihaela Buzărnescu   | 1. Runde        |
| 26. | Dominika Cibulková   | 1. Runde        |
| 27. | Camila Giorgi        | 3. Runde        |
| 28. | Hsieh Su-wei         | 3. Runde        |
| 29. | Donna Vekić          | 2. Runde        |
| 30. | Marija Scharapowa    | Achtelfinale    |
| 31. | Petra Martić         | 3. Runde        |
| 32. | Barbora Strýcová     | 1. Runde        |

## Herrendoppel
Setzliste
| Nr. | Paarung                             | Erreichte Runde |
| --- | ----------------------------------- | --------------- |
| 01. | Oliver Marach Mate Pavić            | 2. Runde        |
| 02. | Juan Sebastián Cabal Robert Farah   | 1. Runde        |
| 03. | Jamie Murray Bruno Soares           | Viertelfinale   |
| 04. | Bob Bryan Mike Bryan                | Viertelfinale   |
| 05. | Pierre-Hugues Herbert Nicolas Mahut | Sieg            |
| 06. | Raven Klaasen Michael Venus         | Viertelfinale   |
| 07. | Łukasz Kubot Horacio Zeballos       | Viertelfinale   |
| 08. | Ben McLachlan Jan-Lennard Struff    | 1. Runde        |

| Nr. | Paarung                           | Erreichte Runde |
| --- | --------------------------------- | --------------- |
| 09. | Jean-Julien Rojer Horia Tecău     | 1. Runde        |
| 10. | Dominic Inglot Franko Škugor      | 2. Runde        |
| 11. | Rajeev Ram Joe Salisbury          | Achtelfinale    |
| 12. | Henri Kontinen John Peers         | Finale          |
| 13. | Ivan Dodig Édouard Roger-Vasselin | 2. Runde        |
| 14. | Feliciano López Marc López        | 1. Runde        |
| 15. | Rohan Bopanna Divij Sharan        | 1. Runde        |
| 16. | Robin Haase Matwé Middelkoop      | 1. Runde        |

## Damendoppel
Setzliste
| Nr. | Paarung                                    | Erreichte Runde |
| --- | ------------------------------------------ | --------------- |
| 01. | Barbora Krejčíková Kateřina Siniaková      | Viertelfinale   |
| 02. | Tímea Babos Kristina Mladenovic            | Finale          |
| 03. | Gabriela Dabrowski Xu Yifan                | 1. Runde        |
| 04. | Nicole Melichar Květa Peschke              | Achtelfinale    |
| 05. | Andreja Klepač María José Martínez Sánchez | Viertelfinale   |
| 06. | Lucie Hradecká Jekaterina Makarowa         | 2. Runde        |
| 07. | Chan Hao-ching Latisha Chan                | Viertelfinale   |
| 08. | Hsieh Su-wei Abigail Spears                | 2. Runde        |

| Nr. | Paarung                               | Erreichte Runde |
| --- | ------------------------------------- | --------------- |
| 09. | Raquel Atawo Katarina Srebotnik       | Viertelfinale   |
| 10. | Irina-Camelia Begu Mihaela Buzărnescu | 2. Runde        |
| 11. | Eri Hozumi Alicja Rosolska            | 2. Runde        |
| 12. | Anna-Lena Grönefeld Vania King        | 1. Runde        |
| 13. | Kirsten Flipkens Johanna Larsson      | Achtelfinale    |
| 14. | Miyu Katō Makoto Ninomiya             | 1. Runde        |
| 15. | Bethanie Mattek-Sands Demi Schuurs    | 1. Runde        |
| 16. | Peng Shuai Yang Zhaoxuan              | 1. Runde        |

## Mixed
Setzliste
| Nr. | Paarung                          | Erreichte Runde |
| --- | -------------------------------- | --------------- |
| 01. | Gabriela Dabrowski Mate Pavić    | Viertelfinale   |
| 02. | Nicole Melichar Bruno Soares     | Halbfinale      |
| 03. | Barbora Krejčíková Rajeev Ram    | Sieg            |
| 04. | Mihaela Buzărnescu Oliver Marach | 1. Runde        |

| Nr. | Paarung                             | Erreichte Runde |
| --- | ----------------------------------- | --------------- |
| 05. | Anna-Lena Grönefeld Robert Farah    | Viertelfinale   |
| 06. | Abigail Spears Juan Sebastián Cabal | Viertelfinale   |
| 07. | Makoto Ninomiya Ben McLachlan       | 1. Runde        |
| 08. | Jekaterina Makarowa Artem Sitak     | 1. Runde        |

## Junioreneinzel
Setzliste
| Nr. | Spieler                | Erreichte Runde |
| --- | ---------------------- | --------------- |
| 01. | Lorenzo Musetti        | Sieg            |
| 02. | Bu Yunchaokete         | Achtelfinale    |
| 03. | Otto Virtanen          | Viertelfinale   |
| 04. | Filip Cristian Jianu   | Halbfinale      |
| 05. | Rinky Hijikata         | 2. Runde        |
| 06. | Nicolás Álvarez Varona | Viertelfinale   |
| 07. | Dalibor Svrčina        | Achtelfinale    |
| 08. | Jonáš Forejtek         | Achtelfinale    |

| Nr. | Spieler         | Erreichte Runde |
| --- | --------------- | --------------- |
| 09. | Cannon Kingsley | Viertelfinale   |
| 10. | Gauthier Onclin | 1. Runde        |
| 11. | Valentin Royer  | 2. Runde        |
| 12. | Tristan Boyer   | 1. Runde        |
| 13. | Emilio Nava     | Finale          |
| 14. | Harold Mayot    | 2. Runde        |
| 15. | Liam Draxl      | Achtelfinale    |
| 16. | Eliot Spizzirri | 2. Runde        |

## Juniorinneneinzel
Setzliste
| Nr. | Spielerin              | Erreichte Runde |
| --- | ---------------------- | --------------- |
| 01. | Clara Tauson           | Sieg            |
| 02. | Zheng Qinwen           | 2. Runde        |
| 03. | Diane Parry            | Rückzug         |
| 04. | Leylah Annie Fernandez | Finale          |
| 05. | Mananchaya Sawangkaew  | Viertelfinale   |
| 06. | Lea Ma                 | 2. Runde        |
| 07. | Lulu Sun               | Viertelfinale   |
| 08. | Park So-hyun           | 2. Runde        |
| 09. | Kamilla Bartone        | Viertelfinale   |

| Nr. | Spielerin           | Erreichte Runde |
| --- | ------------------- | --------------- |
| 10. | Wong Hong-yi        | 1. Runde        |
| 11. | Adrienn Nagy        | Achtelfinale    |
| 12. | Thasaporn Naklo     | 2. Runde        |
| 13. | Marija Tkatschowa   | 1. Runde        |
| 14. | Sada Nahimana       | 1. Runde        |
| 15. | Marta Custic        | 2. Runde        |
| 16. | Emma Raducanu       | 1. Runde        |
| 17. | Loudmilla Bencheikh | 2. Runde        |

## Juniorendoppel
Setzliste
| Nr. | Paarung                                     | Erreichte Runde |
| --- | ------------------------------------------- | --------------- |
| 01. | Rinky Hijikata Otto Virtanen                | Achtelfinale    |
| 02. | Nicolás Álvarez Varona Filip Cristian Jianu | Halbfinale      |
| 03. | Jonáš Forejtek Dalibor Svrčina              | Sieg            |
| 04. | Cannon Kingsley Emilio Nava                 | Finale          |

| Nr. | Paarung                         | Erreichte Runde |
| --- | ------------------------------- | --------------- |
| 05. | Lorenzo Musetti Giulio Zeppieri | Halbfinale      |
| 06. | Valentin Royer Holger Rune      | Achtelfinale    |
| 07. | Tristan Boyer Tyler Zink        | Achtelfinale    |
| 08. | Liam Draxl Zane Khan            | Viertelfinale   |

## Juniorinnendoppel
Setzliste
| Nr. | Paarung                               | Erreichte Runde |
| --- | ------------------------------------- | --------------- |
| 01. | Park So-hyun Wong Hong-yi             | Achtelfinale    |
| 02. | Thasaporn Naklo Mananchaya Sawangkaew | Viertelfinale   |
| 03. | Natsumi Kawaguchi Adrienn Nagy        | Sieg            |
| 04. | Marta Custic Helene Pellicano         | Viertelfinale   |

| Nr. | Paarung                                | Erreichte Runde |
| --- | -------------------------------------- | --------------- |
| 05. | Wang Jiaqi Zheng Qinwen                | 1. Runde        |
| 06. | Elina Awanessjan Anastassija Tichonowa | Achtelfinale    |
| 07. | Loudmilla Bencheikh Francesca Curmi    | Halbfinale      |
| 08. | Chloe Beck Emma Navarro                | Finale          |

## Herreneinzel-Rollstuhl
Setzliste
| Nr. | Spieler           | Erreichte Runde |
| --- | ----------------- | --------------- |
| 01. | Shingo Kunieda    | Halbfinale      |
| 02. | Gustavo Fernández | Sieg            |

## Dameneinzel-Rollstuhl
Setzliste
| Nr. | Spielerin      | Erreichte Runde |
| --- | -------------- | --------------- |
| 01. | Diede de Groot | Sieg            |
| 02. | Yui Kamiji     | Finale          |

## Herrendoppel-Rollstuhl
Setzliste
| Nr. | Paarung                      | Erreichte Runde |
| --- | ---------------------------- | --------------- |
| 01. | Alfie Hewett Gordon Reid     | Halbfinale      |
| 02. | Joachim Gérard Stefan Olsson | Sieg            |

## Damendoppel-Rollstuhl
Setzliste
| Nr. | Paarung                          | Erreichte Runde |
| --- | -------------------------------- | --------------- |
| 01. | Diede de Groot Aniek van Koot    | Sieg            |
| 02. | Marjolein Buis Sabine Ellerbrock | Finale          |

## Quadeinzel
Setzliste
| Nr. | Spieler      | Erreichte Runde |
| --- | ------------ | --------------- |
| 01. | Dylan Alcott | Sieg            |
| 02. | David Wagner | Finale          |

## Quaddoppel
Setzliste
| Nr. | Paarung                       | Erreichte Runde |
| --- | ----------------------------- | --------------- |
| 01. | Andrew Lapthorne David Wagner | Finale          |
| 02. | Dylan Alcott Heath Davidson   | Sieg            |